# Lophorina superba
Lophorina superba là một loài chim trong họ Paradisaeidae.